# Футори (Україна)
Футори́ — село в Україні, у Зборівській міській громаді Тернопільського району Тернопільської області. Розташоване на річці Стрипа, в західній частині району. До 2016 підпорядковане Зборівській міській раді. До Футорів приєднано хутір Хутори. 
Населення — 310 осіб (2007).

## Географія
У селі річка Гребелька впадає у Стрипу.

## Історія
12 червня 2020 року, відповідно до розпорядження Кабінету Міністрів України № 724-р «Про визначення адміністративних центрів та затвердження територій територіальних громад Тернопільської області» увійшло до складу Зборівської міської громади.
19 липня 2020 року, в результаті адміністративно-територіальної реформи та ліквідації Зборівського району, село увійшло до складу Тернопільського району.

## Політика

### Парламентські вибори, 2019
На позачергових парламентських виборах 2019 року у селі функціонувала окрема виборча дільниця № 610408, розташована у приміщенні школи.
Результати
- зареєстровано 254 виборці, явка 40,16%, найбільше голосів віддано за «Слугу народу» — 32,35%, за Всеукраїнське об'єднання «Батьківщина» — 19,61%, за Радикальну партію Олега Ляшка — 12,75%[3]. В одномандатному окрузі найбільше голосів отримав Іван Чайківський (самовисування) — 34,65%, за Василя Мартюка (Голос) — 24,75%, за Володимира Кісілевича (Слуга народу) — 16,83%[4].

## Населення

### Мова
Розподіл населення за рідною мовою за даними перепису 2001 року:
| Мова            | Кількість | Відсоток |
| --------------- | --------- | -------- |
| українська      | 324       | 98.78%   |
| російська       | 1         | 0.30%    |
| інші/не вказали | 3         | 0.92%    |
| Усього          | 328       | 100%     |

## Освіта і культура
В селі діяла загальноосвітня школа І ступеня та клуб. 22 серпня 2018 року школа у селі ліквідована.
У міжвоєнний період в селі діяла однокласова двомовна (польсько-українська) народна школа. У 1932—1933 роках у школі навчалося 65 учнів, серед яких: 56 — греко-католиків, 8 — римо-католиків та 1 юдей.

## Інфраструктура
У селі є ФАП, торговельний заклад.

## Пам'ятки
Є церква Покрови Пресвятої Богородиці (2003, мур.).
Скульптура святого Миколая
Щойновиявлена пам'ятка історії.
Виготовлена 1870 р. самодіяльними майстрами з каменю.
Скульптура — 1,5 м, постамент — 1,8х1х1 м; площа — 0,0016 га.

## Відомі люди
У селі народився військовослужбовець, загиблий в АТО Андрій Рава (1992—2014), солдат 72-ї бригади. 10 жовтня 2014 року у Тернопільській області оголошено Днем жалоби у зв'язку із загибеллю його та Віктора Пунди під час виконання службових обов'язків у зоні проведення АТО.
Мех Ярослав Васильович - український економіст.

## Галерея

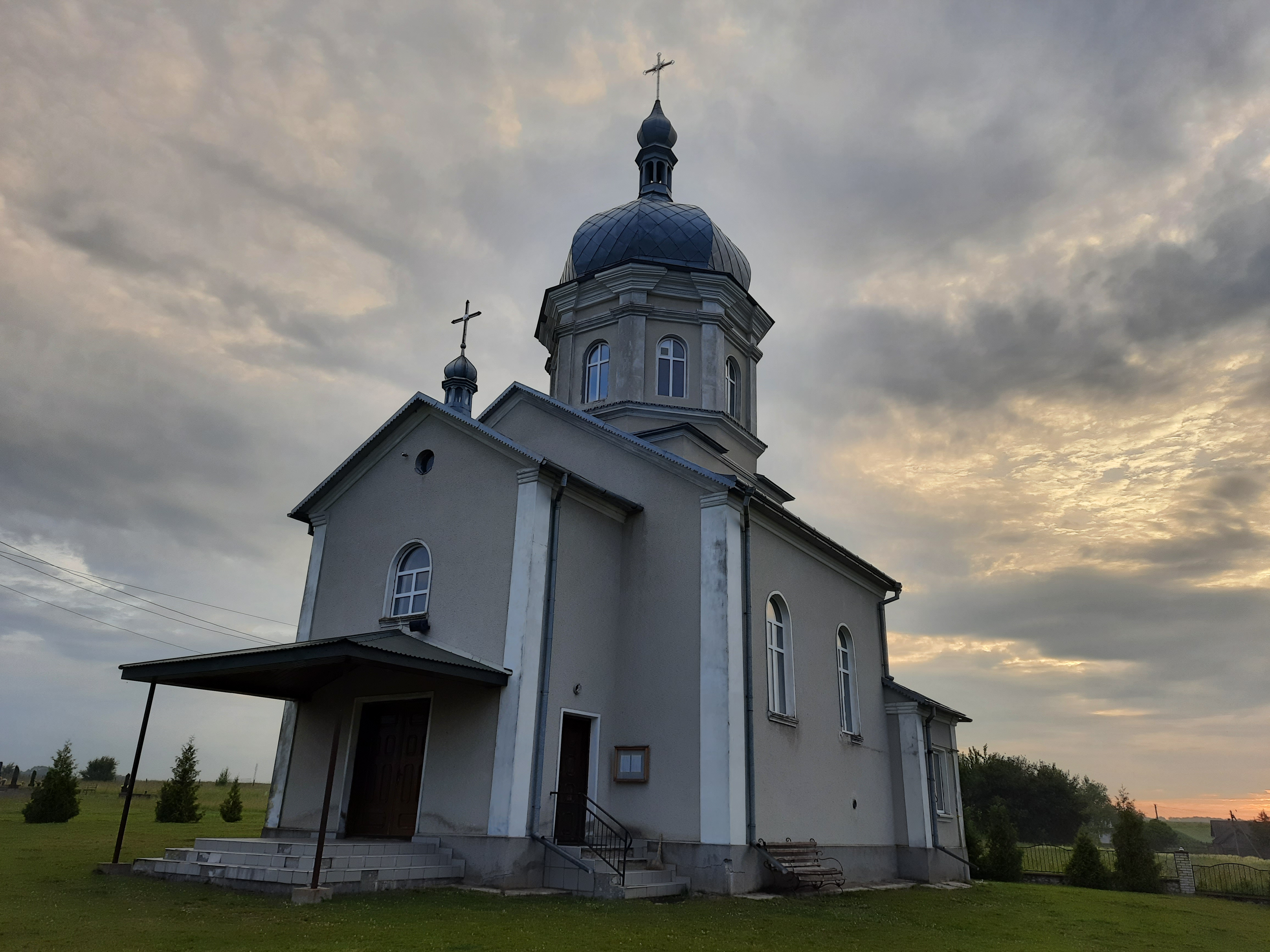
Церква Покрови Пресвятої Богородиці
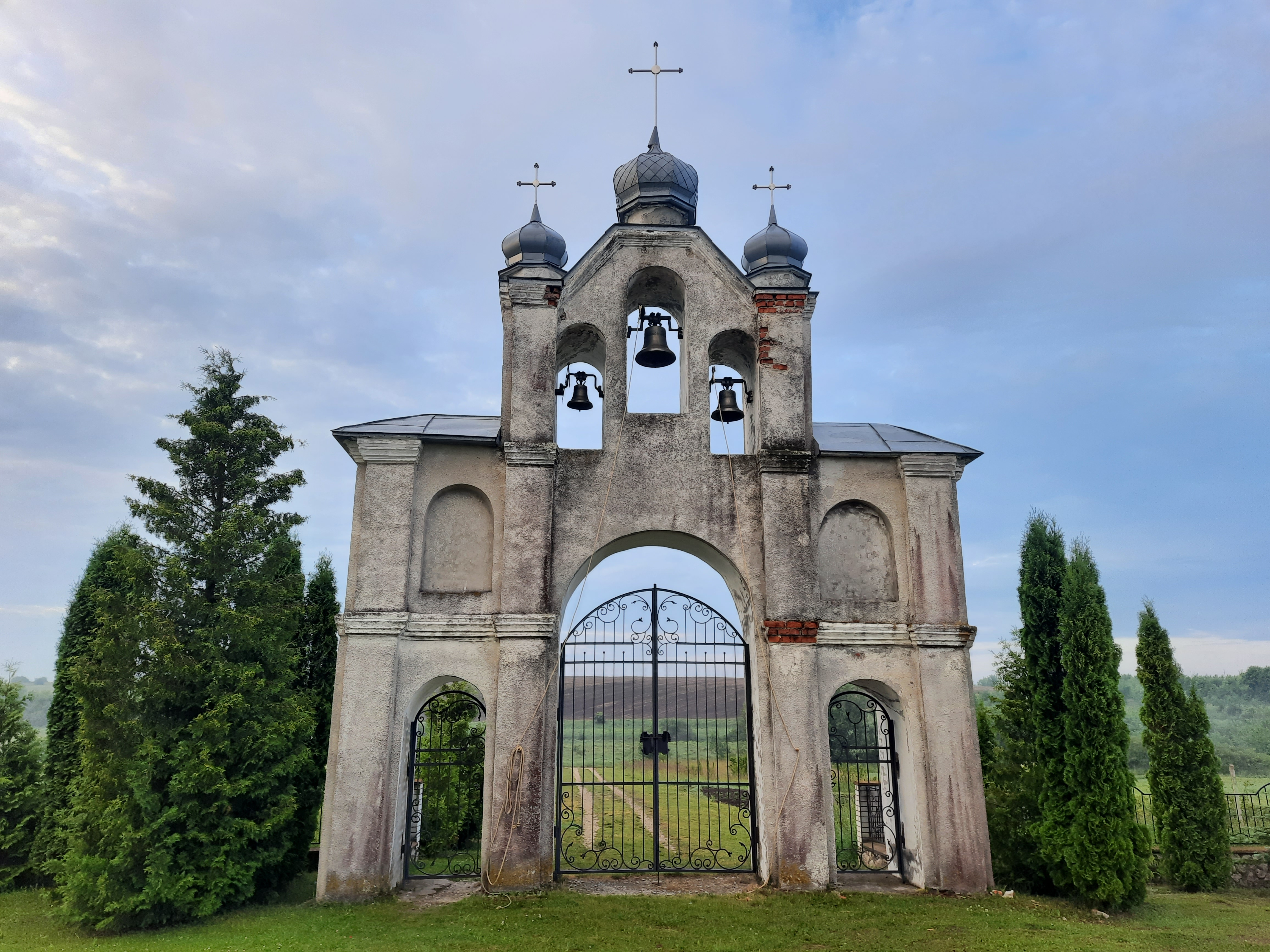
Дзвіниця церкви Покрови Пресвятої Богородиці
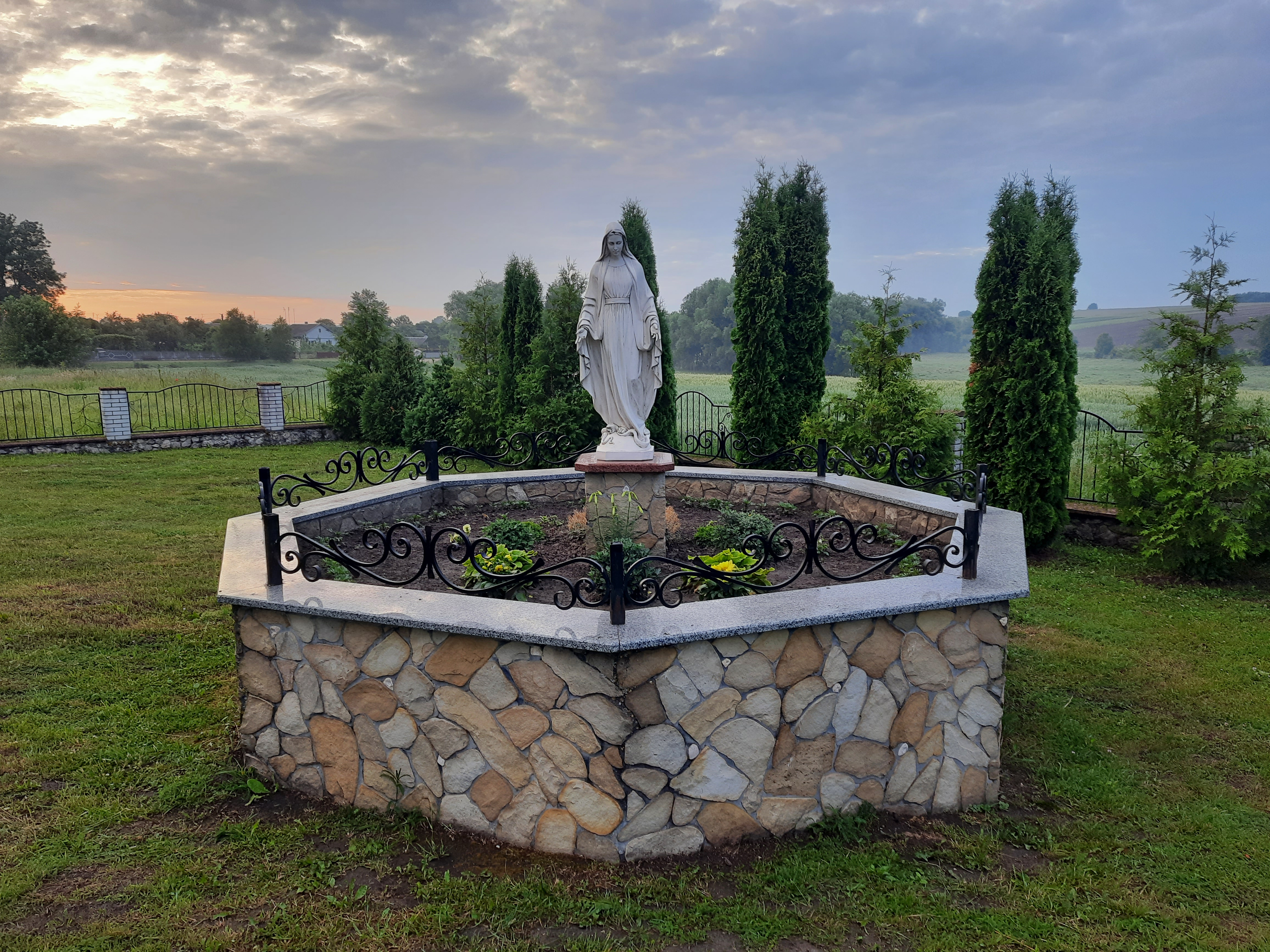
Статуя Божої Матері
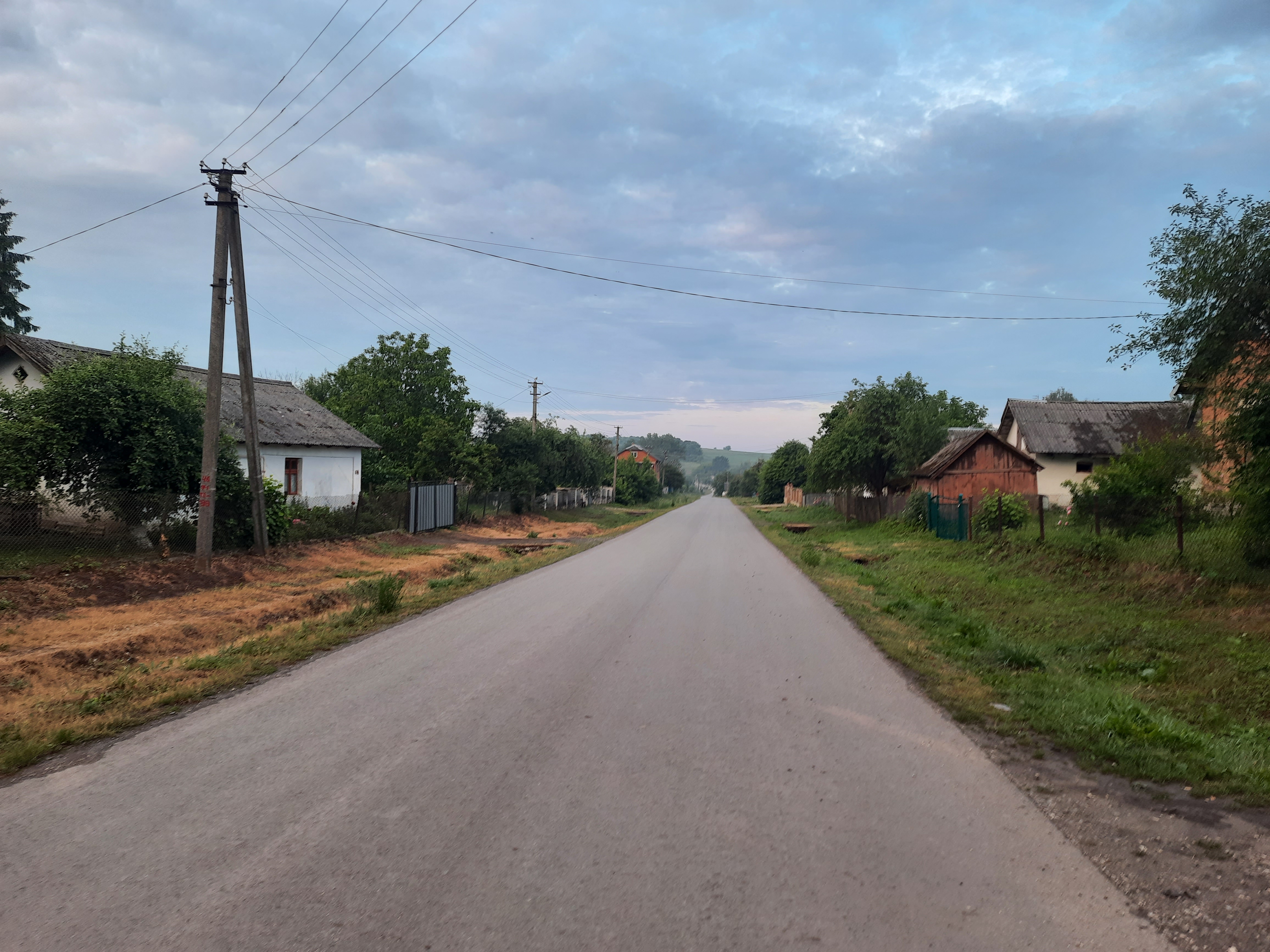
Сільська вулиця
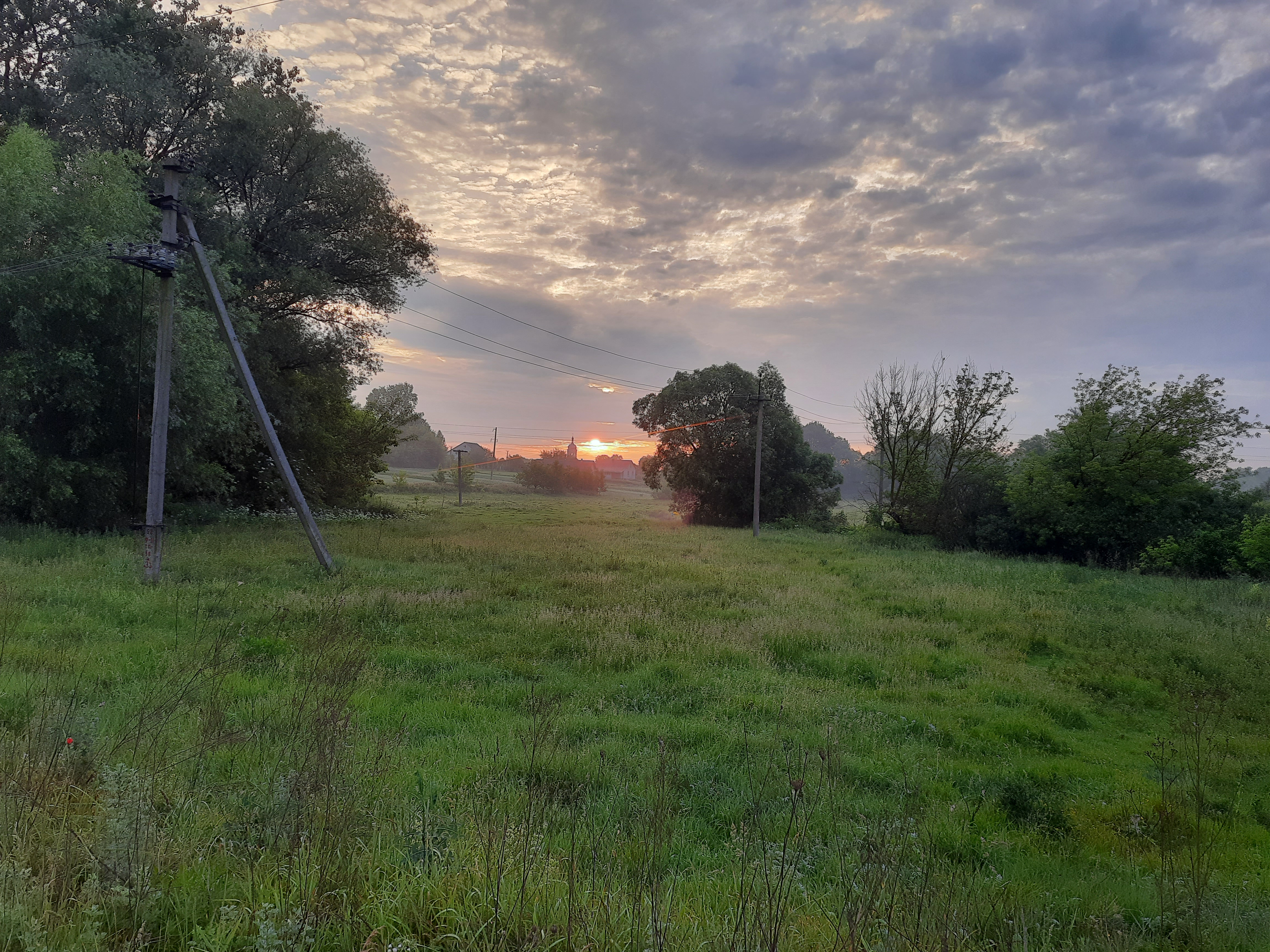
Над селом сходить сонце